# Friedrich von Scheibler
Pour les articles homonymes, voir Scheibler.
Friedrich von Scheibler (né le 1er mars 1777) à Montjoie, mort le 3 avril 1824 à Iserlohn) est un fabricant de textile allemand et maire d'Iserlohn.

## Biographie
Il est le plus jeune fils de Bernhard Georg von Scheibler (de), fabricant de textile, et de Clara Maria Moll, aussi cousin de Johann Heinrich Scheibler (de). Alors que la plupart des membres de la famille du grand-père Johann Heinrich Scheibler (de) travaillent dans la draperie à Montjoie et Eupen, Bernhard crée sa propre entreprise à Hagen puis Herdecke. Il reprend en 1765 l'entreprise de son père et va à Iserlohn. Friedrich von Scheibler épouse en 1797 Theodore Luise Rupe, l'unique héritière du marchand de draps John Rupe, permettant la fusion de leurs activités familiales.
Grâce à tous ces liens commerciaux, Friedrich von Scheibler fait maintenir une activité à Iserlohn durant l'occupation française et devient le porte-parole des bourgeois de la ville. Il devient maire en 1808 de la commune qui fait partie de la Roer, du duché de Berg au sein de la confédération du Rhin. Après le retrait des Français, il est appelé pour intégrer Iselhorn au Landwehr prussien.
Friedrich von Scheibler a ses contacts aussi dans des réseaux intellectuels, comme des membres de la franc-maçonnerie. Il fonde une société biblique présidée par son ami Peter Eberhard Müllensiefen. Scheibler adhère après aux Frères moraves, sous l'ordre du prêtre Johann Abraham Strauß, auxquels se joignent aussi Müllensiefen, partisan d'Emanuel Swedenborg, et Ludwig von Vincke. Il fonde aussi une société littéraire que préside Friedrich Bährens.